# Theseus : La Station abandonnée
 (janvier 2016).
Si vous disposez d'ouvrages ou d'articles de référence ou si vous connaissez des sites web de qualité traitant du thème abordé ici, merci de compléter l'article en donnant les références utiles à sa vérifiabilité et en les liant à la section « Notes et références ».
Theseus : La Station Abandonnée est un jeu de société se déroulant dans l'espace avec pour thème une station orbitale et différentes factions dont des Aliens.

## Description
Le jeu a été créé par Michal Oracz et illustré par Tomasz Jedruszek, Michal Oracz, Mariusz Gandzel, et Piotr Foksowicz.
Publié par Iello, il se joue de 2 à 4 joueurs à partir de 8 ans.
Une partie dure en moyenne 45 minutes.